# Стайн, Уильям Говард
Уи́льям Го́вард Стайн (англ. William Howard Stein; 25 июня 1911, Нью-Йорк — 2 февраля 1980, там же) — американский биохимик.
Член Национальной академии наук США (1960) и Американской академии искусств и наук.

## Биография
Окончил Гарвардский университет (1933), получил степень доктора философии в Медицинском и хирургическом колледже Колумбийского университета (1938). С 1938 года работает в Рокфеллеровском университете (Нью-Йорк), с 1955 года — профессор биохимии. В 1968—1971 годах был редактором журнала Journal of Biological Chemistry.

## Основные работы
Основные работы по аналитической химии белков и ферментов. Разработал количественный метод определения аминокислот, основанный на ионообменной хроматографии, впервые установил (совместно с другими) первичную структуру фермента рибонуклеазы, исследовал строение активных центров ферментов.

## Нобелевская премия
Нобелевская премия по химии (1972, совместно с С. Муром и К. Анфинсеном).